# I död och lust (TV-serie)
I död och lust är en svensk dokumentärserie som hade premiär på TV3 och Viaplay den 6 februari 2025. Serien består av fyra avsnitt.

## Handling
Serien undersöker vad som kan vara de avgörande faktorerna bakom hur en kärleksfull relation kan sluta med mord. Varje avsnitt behandlar ett fall. De fyra fallen skedde i Härjedalen, Värmland, Skåne och på Åland.